# Acanthocinus henschi
Acanthocinus henschi es una especie de escarabajo longicornio del género Acanthocinus, tribu Acanthocinini, subfamilia Lamiinae. Fue descrita científicamente por Reitter en 1900.
La especie se mantiene activa durante los meses de junio y julio.

## Descripción
Mide 7-10 milímetros de longitud.

## Distribución
Se distribuye por Albania, Austria, Bosnia y Herzegovina, Bulgaria, Croacia, Grecia, Italia, Macedonia y Eslovenia.